# Sabahaddin

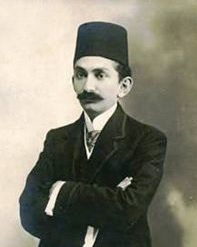
Prinz Sabahaddin

Prinz Sabahaddin, صباح الدين / Ṣabāḥ ad-Dīn; (* 13. Februar 1879 in Istanbul; † 30. Juni 1948 in Neuenburg, Schweiz) war ein türkischer Denker und Politiker aus dem Hause Osman. Auf dem Gebiete der Soziologie betrat er in der damaligen Türkei Neuland.
Das Osmanische Reich befand sich um die Jahrhundertwende in einer politischen Krise. Sabahaddins Onkel Abdülhamid II. hatte die Osmanische Verfassung 1878 faktisch außer Kraft gesetzt und die Opposition befand sich im Pariser Exil. Es wurden mehrere Modelle zur Rettung des Reiches präsentiert. So trat Prinz Sabahaddin, der 1899 nach Paris floh, für eine Dezentralisierung (عدم مركزيت / ʿadem-i merkezīyet) des Reiches ein und für eine Einführung westlicher Standards in der Bildung und dem gesellschaftlichen Leben.
1908 wurde die Verfassung wieder in Kraft gesetzt, und die Zweite osmanische Verfassungsperiode begann. Zurück in Istanbul, gründete Prinz Sabahaddin 1906 die Vereinigung für privates Unternehmertum und Dezentralisierung (türkisch Teşebbüs-i Şahsi ve Adem-i Merkeziyet Cemiyeti). Ein Jahr später sammelte er sich mit dem freiheitlichen Flügel der Jungtürken in der neuen Freisinnigen Partei (Fırka-ı Ahrar), deren Vorsitzender er wurde. Doch überwarf sich Prinz Sabahaddin später mit dem regierenden Komitee für Einheit und Fortschritt und musste so ein zweites Mal ins Ausland fliehen.
Nach der Niederlage des Osmanischen Reiches im Ersten Weltkrieg 1918 brach der Türkische Befreiungskrieg aus, der mit der Gründung der Republik Türkei 1923 endete. Der Sultan wurde abgesetzt und ins Exil geschickt, und als Angehöriger der Sultansfamilie musste Prinz Sabahaddin, der wenig vorher zurückgekehrt war, 1924 das Land ebenfalls wieder verlassen. Er verstarb 1948 im schweizerischen Neuenburg, sein Leichnam wurde 1952 in die Türkei überführt und in Istanbul beigesetzt.
Prinz Sabahaddin war zweimal verheiratet.

## Verwandtschaft
Geboren wurde er als Sohn der Sultansschwester Seniha Sultan und des Damat Mahmud Pascha. Da die Thronfolge nur über die männliche Linie ging, war er trotz seines Titels Prinz kein Thronanwärter, sondern anstatt eines Şehzades ein Sultanzade. Er war mütterlicherseits ein Enkel des osmanischen Sultans Abdülmecid I. und der Neffe Murads V., Abdülhamids II., Mehmeds V. sowie Mehmeds VI. Aufgrund seiner politischen Einstellungen wurde er aus dem Hause Osman verbannt.